# María de Navas
María de Navas, född 1676, död 1721, var en spansk skådespelare och teaterdirektör, känd som La Milanesa.